# Аладин (филм, 2019)
„Аладин“ (на английски: Aladdin) е американско фентъзи от 2019 г., част от едноименния франчайз, продуциран от Уолт Дисни Пикчърс. Режисьор е Гай Ричи, който е съавтор на сценария с Джон Огъст. Това е игрална адаптация на едноименния анимационен филм на Дисни от 1992 г., който се основава на приказка от „Хиляда и една нощ“.
През октомври 2016 г. Дисни обявява, че Ричи ще режисира римейк на Аладин. Уил Смит става първият член на актьорския състав, който се присъединява като Джин през юли 2017 г., а Мена Масуд и Наоми Скот са потвърдени за двете главни роли по-късно през същия месец. Снимките започват през септември в Съри, Англия и пустинята Уади Рам в Йордания и продължава до януари 2018 г.
Аладин е пуснат в САЩ на 24 май 2019 г. Натрупва 1 милиард долара в световен мащаб, превръщайки се в деветия филм с най-много приходи за 2019 г., 34-тият филм с най-много приходи за всички времена и филмът с най-много приходи в кариерата на Уил Смит. Въпреки това, филмът получава смесени отзиви от критици, които възхваляват изпълненията на Смит, Масуд и Скот, костюмите и музиката, но критикуват режисурата на Ричи и ефектите на компютърно-генерираните образи. Критиците са разделени и по отношение на отклоненията от оригиналния филм.

## Актьорски състав
| Актьор         | Роля                            |
| -------------- | ------------------------------- |
| Уил Смит       | Джинa / Моряка                  |
| Мена Масуд     | Аладин                          |
| Наоми Скот     | Принцеса Жасмин                 |
| Маруан Кензари | Джафар                          |
| Навид Негабан  | Султанът                        |
| Насим Педрад   | Далия                           |
| Били Магнусен  | Принц Андерс                    |
| Нуман Акар     | Хаким                           |
| Алън Тудик     | Яго (глас)                      |
| Франк Уелкър   | гласовите ефекти на Абу и Раджа |
| Талия Блеър    | Лиан, дъщерята на Джина         |
| Джордан А. Неш | Омар, синът на Джина            |
| Роби Хейнс     | Разул                           |
| Нина Уадиа     | Зуля                            |
| Амир Бутрус    | Джамал                          |

## Пускане
Световната премиера на филма е във Гранд Рекс в Париж, Франция на 8 май 2019 г. Пуснат е на 3D, Dolby Cinema, IMAX 3D и 4DX от Уолт Дисни Студиос Моушън Пикчърс на 24 май 2019 г., който замества оригиналната дата за пускане за Междузвездни войни: Възходът на Скайуокър. Филмът е оригинално планиран да бъде пуснат на 20 декември 2019 г. Но на 12 септември 2019 г., филмът се премества на 24 май 2019 г.

### Маркетинг
Уил Смит дебютира първия официален плакат на 10 октомври 2018 г. Тийзър трейлърът е пуснат на следващия ден.

### Новелизация
Новелизацията на филма е публикувана от Disney Publishing Worldwide на 9 април 2019 г.

### Домашна употреба
„Аладин“ е пуснат в Digital HD за изтегляне и стрийминг на 27 август 2019 г., и е пуснат на Ultra HD Blu-ray, Blu-ray и DVD на 10 септември.
„Аладин“ направи своя дебют в стрийминга в Дисни+ на 8 януари 2020 г.

## В България
В България филмът е пуснат по кината на същата дата от Форум Филм България.
На 19 януари 2020 г. е излъчен за първи път по HBO.
На 11 декември 2021 г. се излъчва премиерно по NOVA с разписание събота от 20:00 ч.

### Синхронен дублаж
| Роля            | Изпълнител |
| --------------- | --- |
| Аладин          | Петър Бонев (диалог) Виктор Ибришимов (вокал) |
| Джинa / Моряка  | Константин Икономов |
| Принцеса Жасмин | Стефания Георгиева (диалог) Невена Цонева (вокал) |
| Джафар          | Димитър Живков |
| Султанът        | Станислав Пищалов |
| Далия           | Албена Танева |
| Принц Андерс    | Владимир Зомбори |
| Омар            | Константин Димитров |
| Лиан            | Марта Илиева |
| Джамал          | Константин Лунгов |
| Хаким           | Петър Върбанов |
| Яго             | Здравко Димитров |
| Зуля            | Даринка Митова |
| Свещеник        | Иван Велчев |
| Други гласове   | Анастасия Събева Галя Симеонова Даниела Панчевска Елена Кокорска Илона Иванова Надежда Панайотова Анатолий Божинов Анислав Лазаров Боян Василев Виктор Кръстанов Георги Иванов Димитър Ангелов Емил Даков Ивайло Парпулов Стефан Врачев Христо Димитров Ясен Зердев |

| Песен                         | Изпълнител          |
| ----------------------------- | ------------------- |
| Арабската нощ                 | Константин Икономов |
| Скок бърз Скок бърз (реприза) | Виктор Ибришимов    |
| Приятел като мен Принц Али    | Константин Икономов |
| Безмълвна                     | Невена Цонева       |

| Обработка                                      | Александра Аудио                                       |
| ---------------------------------------------- | ------------------------------------------------------ |
| Режисьор на дублажа                            | Петър Върбанов                                         |
| Превод                                         | Христо Христов                                         |
| Музикален режисьор Превод на текста на песните | Десислава Софранова                                    |
| Тонрежисьори на записа                         | Петър Костов Ангел Топорчев Пламен Чернев Йоан Сугарев |
| Творчески директор                             | Венета Янкова                                          |
| Микс студио                                    | Shepperton International                               |
| Продуцент на българската версия                | Disney Character Voices International                  |